# 周台娟命案
周台娟命案，又稱1998年銅鑼灣百德新街巨鑽劫殺案。1998年，兩匪打劫一對姊妹，其中一人用刀刺死姊姊周台娟，並奪去指上巨鑽。控方憑認罪錄影口供及死者妹妹和母親認出被告余偉發，成功入罪，余偉發被判終身監禁；余偉發上庭後自稱在警署被屈打成招，辯方認為此案是認錯人，案發現場所得指模及DNA皆不屬於余偉發。警方至今未有找到另一嫌疑人。余偉發入獄後一直自稱被冤枉，曾多次去信行政長官希望重審，並一度獲梁振英關注。

## 余偉發背景
余偉發（英語：Yue Wai-Fat，1969年－），中一學歷，曾入讀皇家香港警察少年訓練學校，後來有偷竊案底不能當警察，入獄前是鋁窗安裝散工。

## 銅鑼灣劫殺案
1998年3月20日下午4時，臺灣籍46歲女死者周台娟與妹妹周台婷分別戴着10卡金黃色鑽戒和8卡鑽戒，到銅鑼灣百德新街海濱大廈3樓探望母親，在大廈舊式拉閘升降機內遇兩匪徒持刀行劫。電梯內一名黃姓男子趁升降機停在3樓即拉開閘門逃走，小腹被刺一刀。死者母親聞嘈吵聲出走廊察看，糾纏間亦被利刀所傷。周台娟被甲匪刺9刀，其中一刀刺中心臟，送院後證實死亡，手指上10克拉鑽戒（時值約50萬港元）被搶去，妹妹8克拉鑽戒沒被搶去。兩匪沿樓梯逃去無縱，樓下畫室人士、大丸百貨職員及大廈看更謝伯目擊兩匪逃走。現場留下一副眼鏡及一包紙巾。

### 調查與拘捕
警方提供過千張有定罪紀錄者檔案照片予三名傷者，妹妹認出有偷竊案底、時年29歲的余偉發。22日凌晨，警方在大角咀海興大廈寓所拘捕余。
案發後三日，警方在大角咀搜索案中被劫鑽石及派水鬼隊到大角咀碼頭附近海底搜尋兇刀，但無所獲。警方放棄尋找另一嫌疑人。

### 控方論點
- 死者妹妹在相片中及母親在認人過程中認出余是甲匪[5]，而此二人面對兩匪時間最長[6]。
- 余認罪，並有口供錄影。在錄影中，龔警長讀出認罪案情及細節，余偉發只回答「是」或「知道」[7][8]。

### 辯方論點
- 6名目擊證人無法在認人過程中認出余偉發，包括認出演員及認為兇手不在行列；余的面貌特徵，包括頭髮稀疏似地中海，門牙間有罅隙，與證人口供的甲匪[5]不合。
- 死者妹妹僅從相片認人，沒有正式對真人認人。死者母親在列隊認人時，曾與兒子談話[9]。
- 死者妹妹在案發時大力咬了甲匪[5]左手手腕一口，但法醫報告指余並無此傷勢。
- 現場，包括𨋢掣、眼鏡、紙巾上所找到之指模及DNA，皆不屬於余。
- 沒找到兇刀、鑽石、血衣等證物，沒有找到乙匪[5]。
- 余偉發說，案發時（下午4時）他在大角咀海興大廈唐7樓家中，下午4時35分曾用固網電話致電朋友約用餐，可查證，但法援所派原審辯護律師失職，未將證據呈堂。
- 余說，他第一份口供不認罪，警方即鎖住他手腳毒打，更編造一個故事，逼他對着錄影機同意；並被逼編造兇刀、血衣及鑽石位置，結果警方在大角咀找不到；又虛指身在外地之譚姓友人為乙匪[5]。余以為上庭可推翻口供，不料事與願違，法官認為「錄口供過程有不尋常，但沒有不公平」，認為認罪錄影口供是自願。[1][10]

### 判決
余在1999年5月14日於高等法院被陪審團裁定謀殺、搶劫、有意圖傷人等罪名成立，判囚終身。2001年7月7日上訴失敗。曾入住石壁監獄，現囚於赤柱監獄。

## 逾期上訴
余偉發稱自己含冤入獄並要求翻案，2004年3月至6月他去信法庭申請重審，聲稱是屈打成招、被迫認罪、法援律師無盡力，但被拒絕。他又寫長5頁陳情信提出多個疑點，要求行政長官運用特權重審案件。前藝人兼執業律師翁靜晶、花家姐胡莉芹、立法會議員梁耀忠、網絡名人陳雲海認為余偉發是無辜受冤，並協助其翻案，此案曾受前行政長官董建華及梁振英關注，至今未有重審消息。

## 案後
余偉發父親在2002年去世，留下余母一人。余母雙腳患有風濕和靜脈曲張，初年曾去大嶼山探過三次監，後因身體行動不便未有再探，後來奇案迷義工協助余母到就近之旺角政府合署視像探監。2020年一月，余母在兩位善心人協助下坐著輪椅參加懲教署的證書頒發典禮，此是兩母子最後一次見面，余母亦於2021年7月以93歲之齡過身。
死者周台娟（Cecilia）生前居於淺水灣，是翁靜晶六嬸。在案發後不足一年，死者丈夫翁業忠（Henry）與死者妹妹周台婷（Rose）等人有遺產訴訟。另外，周台婷去信讚揚港島重案組第三組，包括高級督察蔡明達、林培健和警長龔志德等人。